# Nhà soạn nhạc
Nhà soạn nhạc (tiếng Anh: composer) là người sáng tác âm nhạc. Khái niệm này đặc biệt được chỉ tới những người sáng tác âm nhạc bằng các dạng nốt nhạc, sau đó cho phép những người khác biểu diễn tác phẩm âm nhạc của mình.
Khái niệm "nhà soạn nhạc" thường được dùng để chỉ những nhà soạn nhạc trong âm nhạc cổ điển của phương Tây. Trong âm nhạc đại chúng và âm nhạc dân tộc thì nhà soạn nhạc lại thường được gọi là "nhạc sĩ".